# Ingenia mirabilis
Ingenia mirabilis är en rundmaskart som beskrevs av Gerlach 1957. Ingenia mirabilis ingår i släktet Ingenia och familjen Tripyloididae. Inga underarter finns listade i Catalogue of Life.